# Krasnaja Poljana (Oblast' di Kirov)
Krasnaja Poljana è una cittadina della Russia europea centro-settentrionale, situata nella oblast' di Kirov; appartiene amministrativamente al rajon Vjatskopoljanskij.
Sorge all'estremità meridionale della oblast', sulla sponda sinistra del fiume Vjatka.